# Taglio-Isolaccio
Taglio-Isolaccio (in corso Tagliu è Isolacciu, nelle varianti sardo-corse: gallurese Tagliu-Isulacciu e sassarese Tagliu-Isuracciu) è un comune francese di 555 abitanti situato nel dipartimento dell'Alta Corsica nella regione della Corsica.

## Società

### Evoluzione demografica
Abitanti censiti